# Persone di nome Mohammad
| Questa pagina contiene informazioni ricavate automaticamente dalle voci biografiche con l'ausilio del template Bio e di un bot. L'aggiornamento è periodico e automatico e ricostruisce completamente la pagina. Se manca una persona in questa lista, sei pregato di non aggiungerla, ma accertati piuttosto che la sua voce biografica contenga il template Bio e che i dati anagrafici siano correttamente compilati. Se il template Bio manca, inseriscilo tu stesso o, in alternativa, metti l'avviso {{tmp\|Bio}} che ne segnala la mancanza. Se i dati riportati sono sbagliati, correggi direttamente la voce biografica; le modifiche saranno visibili in questa lista entro pochi giorni. Per chiarimenti vedi il progetto antroponimi. La lista contiene solo le 150 persone che sono citate nell'enciclopedia e per le quali è stato implementato correttamente il template Bio. Pagina aggiornata al 6 ago 2025. |

Questa è una lista di persone presenti nell'enciclopedia che hanno il nome Mohammad, suddivise per attività principale.

## Allenatori di calcio(6)
- Mohammad Al-Shalhoub, allenatore di calcio e ex calciatore saudita (La Mecca, n. 1980)
- Mohammad Yousef Kargar, allenatore di calcio e ex calciatore afghano (Kabul, n. 1963)
- Mohammad Khakpour, allenatore di calcio e ex calciatore iraniano (Teheran, n. 1969)
- Mohammad Mayeli Kohan, allenatore di calcio e ex calciatore iraniano (Bandar-e Anzali, n. 1953)
- Mohammad Navazi, allenatore di calcio e ex calciatore iraniano (n. 1974)
- Mohammad Nouri, allenatore di calcio e ex calciatore iraniano (Songhor, n. 1983)

## Allenatori di calcio a 5(1)
- Mohammad Keshavarz, allenatore di calcio a 5 e ex giocatore di calcio a 5 iraniano (Rey, n. 1982)

## Astronauti(1)
- Mohammad Al Mulla, astronauta emiratino (n. 1988)

## Attivisti(1)
- Mohammad Seddigh Kaboudvand, attivista e giornalista iraniano (n. 1963)

## Attori(2)
- Mohammad Ali, attore pakistano (Rampur, n. 1931 - Lahore, † 2006)
- Mohammad Bakri, attore, regista e sceneggiatore palestinese (Bi'ina, n. 1953)

## Avvocati(1)
- Mohammad Seifzadeh, avvocato e attivista iraniano (Qom, n. 1948)

## Calciatori(43)
- Mohammad Abu Fani, calciatore israeliano (Kafr Qara, n. 1998)
- Mohammad Afash, ex calciatore siriano (Aleppo, n. 1966)
- Mohammad Al-Basha, calciatore giordano (Amman, n. 1988)
- Mohammad Al-Dawud, calciatore giordano (Ar Ramtha, n. 1992)
- Mohammad Al-Dmeiri, ex calciatore giordano (Amman, n. 1987)
- Mohammad Al-Marmour, calciatore siriano (Laodicea, n. 1995)
- Mohammad Muneer, ex calciatore giordano (Al Kuwait, n. 1982)
- Mohammad Al-Sahafi, ex calciatore saudita (n. 1975)
- Mohammad Al-Sahlawi, calciatore saudita (Hofuf, n. 1987)
- Mohammad Alavi, ex calciatore iraniano (Kashan, n. 1982)
- Mohammed Abdulbasit, calciatore emiratino (Dubai, n. 1995)
- Mustafa Amini, calciatore australiano (Sydney, n. 1993)
- Mohammad Ansari, ex calciatore iraniano (Teheran, n. 1991)
- Mohammad Reza Azadi, calciatore iraniano (Tabriz, n. 1999)
- Mohammad Baker Younes, ex calciatore libanese (Beirut, n. 1984)
- Mohammad Ghadir, calciatore israeliano (Bir al-Maksur, n. 1991)
- Mohammed Jumaa, calciatore emiratino (Dubai, n. 1997)
- Mohammad Gholami, calciatore iraniano (Hashtpar, n. 1983)
- Mohammad Javad Hosseinnejad, calciatore iraniano (Sari, n. 2003)
- Mohamed Esnany, calciatore libico (Tripoli, n. 1984)
- Hossein Kanaanizadegan, calciatore iraniano (Mahshahr, n. 1994)
- Ali Karimi, ex calciatore e allenatore di calcio iraniano (Karaj, n. 1978)
- Mohammad Reza Khalatbari, ex calciatore iraniano (Ramsar, n. 1983)
- Mohammad Khamis, ex calciatore emiratino (n. 1976)
- Mohammad Reza Khanzadeh, calciatore iraniano (Teheran, n. 1992)
- Mohammad Khouja, ex calciatore saudita (n. 1982)
- Mohammad Massad, ex calciatore saudita (n. 1983)
- Mohammad Mehranpour, ex calciatore e ex giocatore di calcio a 5 iraniano (n. 1970)
- Mohammad Mohebi, calciatore iraniano (Bushehr, n. 1998)
- Mohammad Mustafa, calciatore giordano (Amman, n. 1989)
- Mohammad Naderi, calciatore iraniano (Teheran, n. 1996)
- Mohammad Nosrati, calciatore iraniano (Karaj, n. 1982)
- Naeem Rahimi, calciatore afghano (Shiraz, n. 1994)
- Mohammad Ranjbar, calciatore e allenatore di calcio iraniano (Kermanshah, n. 1935 - Teheran, † 2004)
- Mohammad Reza Mahdavi, ex calciatore iraniano (Tehran, n. 1972)
- Mohammad Sadeghi, ex calciatore iraniano (Ahvaz, n. 1952)
- Mohammad Nasser, calciatore iracheno (Basra, n. 1984)
- Mohammad Shatnawi, calciatore giordano (Irbid, n. 1985)
- Mohammad Soltani Mehr, calciatore iraniano (Teheran, n. 1999)
- Mohammad Ali Yahyavi, ex calciatore e ex giocatore di calcio a 5 iraniano (n. 1962)
- Mohammad Yasir, calciatore indiano (Manipur, n. 1998)
- Hardi Jaafar, ex calciatore malese (Ipoh, n. 1979)
- Khairul Nizam, ex calciatore singaporiano (n. 1991)

## Cantanti(1)
- Raheem Shah, cantante pakistano (Karachi, n. 1975)

## Cestisti(6)
- Mohammad Al Bachir Gadiaga, cestista taiwanese (Chiba, n. 1998)
- Mohammad Hadrab, ex cestista e allenatore di pallacanestro giordano (Al Kuwait, n. 1984)
- Mohammad Hassanzadeh, cestista iraniano (Shiraz, n. 1990)
- Mohammad Hussein, cestista giordano (Amman, n. 1990)
- Mohammad Jamshidi, cestista iraniano (Shahrekord, n. 1991)
- Samad Nikkhah Bahrami, cestista iraniano (Teheran, n. 1983)

## Chimici(1)
- Hossein Rafiee, chimico e attivista iraniano (Birjad, n. 1945)

## Crickettisti(1)
- Mansoor Ali Khan Pataudi, crickettista indiano (Bhopal, n. 1941 - Nuova Delhi, † 2011)

## Diplomatici(2)
- Mohammad Javad Zarif, diplomatico iraniano (Teheran, n. 1960)
- Mohammad Hossein Naqdi, diplomatico iraniano (Yazd, n. 1951 - Roma, † 1993)

## Disc jockey(1)
- DJ Khaled, disc jockey, produttore discografico e personaggio televisivo statunitense (New Orleans, n. 1975)

## Discoboli(1)
- Mohammad Samimi, discobolo iraniano (Shahrekord, n. 1987)

## Economisti(2)
- Mohammad Mustafa, economista e politico palestinese (Kafr Sur, n. 1954)
- Mohammad Shtayyeh, economista e politico palestinese (Tell, n. 1958)

## Generali(5)
- Mohammad Bagheri, generale iraniano (Teheran, n. 1960 - Teheran, † 2025)
- Mohammad Taghi Majidi, generale iraniano (Rasht, n. 1911 - Teheran, † 1979)
- Mohammad Pakpour, generale iraniano (Arak, n. 1961)
- Mohammad Salimi, generale iraniano (Mashhad, n. 1937 - Teheran, † 2016)
- Mohammad Yaqoob, generale e politico afghano (n. 1990)

## Giocatori di badminton(1)
- Mohammad Ahsan, giocatore di badminton indonesiano (Palembang, n. 1987)

## Giocatori di calcio a 5(1)
- Mohammad Taheri, ex giocatore di calcio a 5 iraniano (Teheran, n. 1985)

## Giornalisti(1)
- Mohammad Ghouchani, giornalista iraniano (Rasht, n. 1976)

## Giuristi(1)
- Mohammad Tahir-ul-Qadri, giurista pakistano (Jhang, n. 1951)

## Imprenditori(1)
- Emad Mostaque, imprenditore bangladese (Giordania, n. 1983)

## Insegnanti(1)
- Mohammad Ali Zolfigol, docente e politico iraniano (Ashtian, n. 1966)

## Islamisti(1)
- Mohammad Ali Amir-Moezzi, islamista iraniano (Teheran, n. 1956)

## Lottatori(8)
- Mohammad Reza Geraei, lottatore iraniano (Shiraz, n. 1996)
- Mohamed Ali Khojastehpour, lottatore iraniano (Teheran, n. 1931 - † 2007)
- Mohammad Hossein Mohammadian, lottatore iraniano (Sari, n. 1992)
- Mohammad Reza Mokhtari, lottatore iraniano (Shiraz, n. 1999)
- Mohammad Nokhodi, lottatore iraniano (n. 2002)
- Mohammad Ali Sanatkaran, ex lottatore iraniano (Teheran, n. 1938)
- Mohammad Hadi Saravi, lottatore iraniano (Amol, n. 1999)
- Ebrahim Seifpour, ex lottatore iraniano (Teheran, n. 1938)

## Lunghisti(2)
- Mohammad Arzandeh, ex lunghista iraniano (Borujen, n. 1987)
- Mohammad Amin al-Salami, lunghista e triplista siriano (n. 1994)

## Mezzofondisti(1)
- Mohammad Karim Yaqoot, mezzofondista afghano (n. 1989)

## Modelli(1)
- Mohammad Reza Golzar, modello, cantante e chitarrista iraniano (Teheran, n. 1977)

## Nobili(1)
- Azim Khan, nobile afghano

## Pallavolisti(1)
- Mohammad Manavinezhad, pallavolista iraniano (Esfahan, n. 1995)

## Pittori(1)
- Kamal-ol-Molk, pittore iraniano (Kashan, n. 1848 - Nishapur, † 1940)

## Poeti(2)
- Mohammad Taqī Bahār, poeta, scrittore e giornalista iraniano (Mashhad, n. 1886 - Teheran, † 1951)
- Mohammad Sa'id Sarmad, poeta persiano (Kashan - Delhi)

## Politici(22)
- Mohammad Reza Ameli Tehrani, politico e medico iraniano (Teheran, n. 1927 - Teheran, † 1979)
- Mohammad Hamid Ansari, politico indiano (Calcutta, n. 1937)
- Mohammad Barakeh, politico palestinese (Shefaram, n. 1955)
- Mohammad Bathaei, politico iraniano (Tehran, n. 1963)
- Mirwaiz Umar Farooq, politico e religioso indiano (Srinagar, n. 1973)
- Mohammad Bagher Ghalibaf, politico e militare iraniano (Torqabeh, n. 1961)
- Ashraf Ghani, politico e economista afghano (Lowgar, n. 1949)
- Abdul Hamid, politico bangladese (Kamalpur, n. 1944)
- Mohammad Hashim Maiwandwal, politico afghano (n. 1921 - Kabul, † 1973)
- Mohammad Hassan Akhund, politico afghano (Pashmul, n. 1945)
- Mohammad Hatta, politico indonesiano (Fort de Kock, n. 1902 - Giakarta, † 1980)
- Mohammad Ali Jinnah, politico pakistano (Karachi, n. 1876 - Karachi, † 1948)
- Ismail Khan, politico afghano (Shindand, n. 1946)
- Mohammad-Reza Mahdavi Kani, politico e scrittore iraniano (Shahrestān di Teheran, n. 1931 - Teheran, † 2014)
- Mohammad Mokhber, politico iraniano (Dezful, n. 1955)
- Mohammad Mossadeq, politico iraniano (Teheran, n. 1882 - Ahmadabad, † 1967)
- Mohammad Najibullah, politico e generale afghano (Gardez, n. 1947 - Kabul, † 1996)
- Mohammad Ali Rajai, politico iraniano (Qazvin, n. 1933 - Teheran, † 1981)
- Mohammad Shariatmadari, politico iraniano (Tehran, n. 1960)
- Mohammad Yazdi, politico iraniano (Esfahan, n. 1931 - Qom, † 2020)
- Mohammad Yusuf, politico afghano (Kabul, n. 1917 - Germania, † 1998)
- Mohammad Ghazi al-Jalali, politico e ingegnere siriano (Damasco, n. 1969)

## Principi(1)
- Mohammad Bahawal Khan V, principe indiano (Bahawalpur, n. 1883 - Aden, † 1907)

## Registi(2)
- Mohammad Rasoulof, regista, sceneggiatore e produttore cinematografico iraniano (Shiraz, n. 1972)
- Riri Riza, regista, sceneggiatore e produttore cinematografico indonesiano (Makassar, n. 1970)

## Religiosi(1)
- Sadegh Khalkhali, religioso e politico iraniano (Gayuy, n. 1926 - Teheran, † 2003)

## Schermidori(1)
- Mohammad Rahbari, schermidore iraniano (Rasht, n. 1991)

## Scrittori(2)
- Mohammad Beheshti, scrittore, politico e giurista iraniano (Esfahan, n. 1929 - Teheran, † 1981)
- Mohammad Hossein Mohammadi, scrittore afghano (Mazar-e Sharif, n. 1975)

## Sollevatori(6)
- Mohammad Ami-Tehrani, sollevatore iraniano (Behshahr, n. 1935 - Teheran, † 2020)
- Mohammad Hossein Barkhah, ex sollevatore iraniano (Teheran, n. 1977)
- Mohammad Ali Falahatinejad, sollevatore iraniano (Teheran, n. 1976 - Teheran, † 2017)
- Mohammad Nassiri, ex sollevatore iraniano (Teheran, n. 1945)
- Hassan Rahnavardi, sollevatore iraniano (Tabriz, n. 1927 - † 2023)
- Jafar Salmasi, sollevatore iraniano (Al-Kazimiyya, n. 1918 - Salmas, † 2000)

## Sovrani(3)
- Mohammad Khodabanda, sovrano persiano (Tabriz, n. 1532 - Qazvin, † 1595)
- Mohammad Ali Khan, sovrano persiano (Shiraz, † 1779)
- Muhammad Shah Qajar, sovrano persiano (Tabriz, n. 1808 - Teheran, † 1848)

## Storici dell'architettura(1)
- Mohammad Karim Pirnia, storico dell'architettura e architetto iraniano (Yazd, n. 1920 - Teheran, † 1997)

## Taekwondoka(1)
- Mohammad Bagheri Motamed, taekwondoka iraniano (Teheran, n. 1986)

## Teologi(1)
- Mohammad Mojtahed Shabestari, teologo e filosofo iraniano (Tabriz, n. 1936)

## Terroristi(1)
- Mohammed Daoud Oudeh, terrorista palestinese (Gerusalemme, n. 1937 - Damasco, † 2010)

## Velocisti(1)
- Mohammad Jahir Rayhan, velocista bangladese (n. 2001)

## Senza attività specificata(8)
- Karim Khan, persiano (Piruz, n. 1705 - Shiraz, † 1779)
- Mohammad Afzal Khan, emiro afghano (Kabul, n. 1815 - Kabul, † 1867)
- Mohammad Azam Khan, emiro afghano (Kabul, n. 1820 - Tehran, † 1870)
- Mohammad Yaqub Khan, emiro afghano (Kabul, n. 1849 - Shimla, † 1923)
- Ayub Khan, emiro afghano (Kabul, n. 1857 - Lahore, † 1914)
- Mohammad Hassan Mirza, persiano (Tabriz, n. 1899 - Maidenhead, † 1943)
- Mohammad Reza Pahlavi, persiano (Teheran, n. 1919 - Il Cairo, † 1980)
- Mohammad Ali Shah Qajar, persiano (Teheran, n. 1872 - Sanremo, † 1925)